# مالاکیت دراکنسبرگ
مالاکیت دراکنسبرگ (نام علمی: Chlorolestes draconicus) نام یک گونه از سرده مالاکیت‌ها است.